# Emeryson
Emeryson est un constructeur de monoplaces de Formule 1 britannique fondé par Paul Emery, George Emery et Alan Brown dans les années 1930 et engagé à plusieurs reprises en Formule 1 entre 1956 et 1962. 
Les Emeryson n'ont jamais inscrit de points en championnat, le meilleur résultat obtenu étant une onzième place au Grand Prix de Grande-Bretagne 1962.

## Historique
Si les premières Emeryson voient le jour dans les ateliers de Georges Emery et Alan Brown dans les années 1930, c'est le fils de George, Paul, qui assure le développement de la marque dans les années 1950 en s'engageant en compétition. Emeryson débute en Formule 3 avant de se lancer en Formule 2 à partir de 1953. Les Emeryson-Alta (puis Aston Martin) sont peu performantes et n'obtiennent aucun résultat significatif, ce qui ne décourage pas Emery de tenter l'aventure en Formule 1. En 1954 est produite la première Emeryson de Formule 1 qui n'est engagée que dans des courses hors-championnat, toujours sans réel succès.

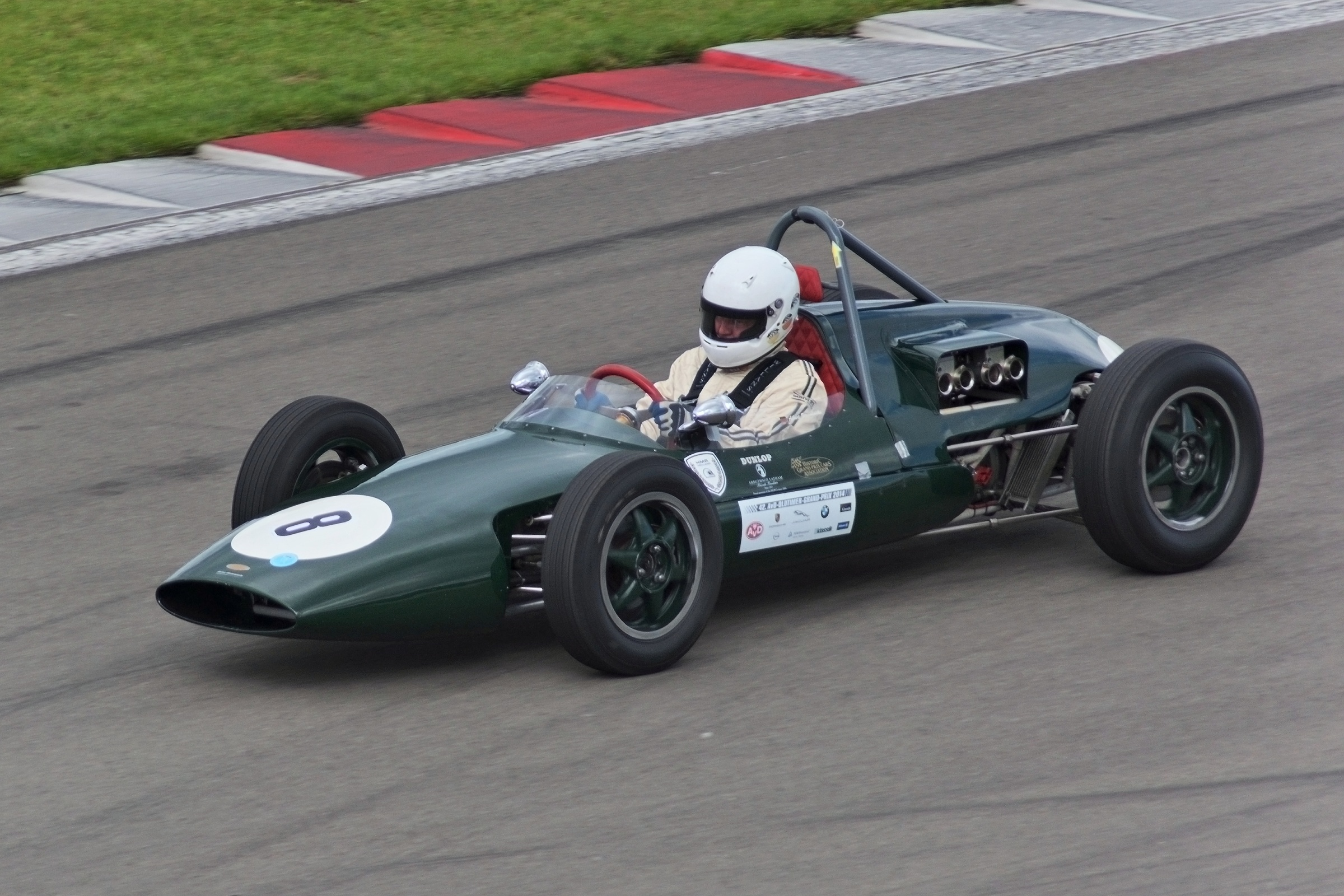
Une Emeryson Emeryson F2/F1 72/71 Prototype.

En 1956, Paul Emery, sur Emeryson-Alta 56, dispute le Grand Prix de Grande-Bretagne, sa première course en championnat du monde. Qualifié en vingt-troisième position, Emery reste en queue de peloton jusqu'à son abandon au bout de onze tours. Conscient de la non-compétitivité de sa monoplace, Emery cesse son développement et poursuit sa carrière de pilote sur Connaught-Alta.
En 1960, Connaught, sur le déclin, quitte la Formule 1 ce qui contraint Emeryson, en manque de châssis, de reprendre son activité de constructeur. Avec l'appui d'anciens mécaniciens de Connaught, il construit une nouvelle monoplace de Formule 2. En 1961, la jeune Écurie nationale belge créée en 1959 achète deux Emeryson-Maserati 61 pour Lucien Bianchi et Olivier Gendebien, toujours sans résultat. L'ENB redessine les Emeryson pour les rendre plus compétitives mais, lorsque Bianchi et Gendebien ne parviennent à se qualifier ni à Monaco ni à Monza, l'équipe abandonne définitivement les châssis Emeryson pour se tourner vers Lotus.

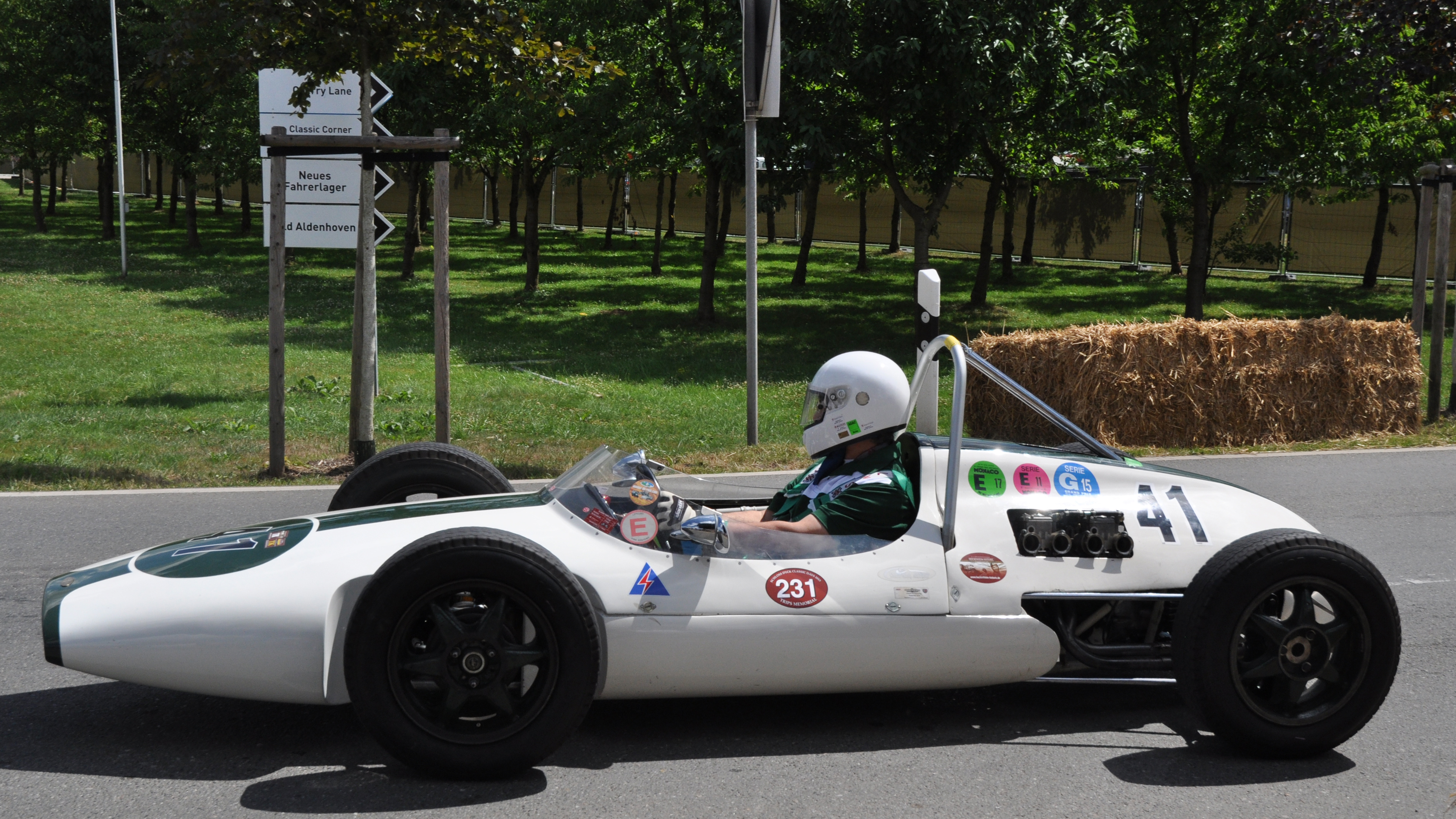
Une Emeryson de Formule Junior de 1960.

En 1962, Les Emeryson se qualifient à trois reprises en championnat. Wolfgang Seidel, sur une Emeryson-Climax 61 confiée à l'Écurie Maarsbergen privée de Carel Godin de Beaufort, se qualifie en vingtième position du Grand Prix des Pays-Bas mais n'est pas classé. Hugh Powell rachète alors l'écurie Emeryson Cars et confie la monoplace à Tony Settember qui réalise un double exploit en se qualifiant en dix-neuvième position du Grand Prix de Grande-Bretagne (meilleure qualification d'une Emeryson) et réalise le meilleur résultat de l'écurie, en terminant onzième. Plus tard, il se qualifie en fond de grille au Grand Prix d'Italie mais ne reçoit pas le drapeau à damier.
En 1963, les Emeryson-Powell, désormais propriétés d'Hugh Powell, sont rebaptisées Scirocco-Powell SP et mues par un BRM ou un Climax. Elles se qualifient à cinq reprises en championnat du monde (quatre fois en 1963 avec l'équipe officielle Scirocco Racing Cars et une fois en 1964 avec l'Equipe Scirocco Belge. 
Pour autant Paul Emery ne quitte pas le monde de la compétition et, après conception d'un prototype de petite GT (jamais produite en série), se lance à partir de 1964, avec un certain succès, dans la transformation sportive de l'Hillman Imp.

## Résultats en championnat du monde de Formule 1
| Saison | Écurie        | Châssis     | Moteur            | Pneus  | Pilotes                            | Grands Prix disputés | Points inscrits | Classement |
| ------ | ------------- | ----------- | ----------------- | ------ | ---------------------------------- | -------------------- | --------------- | ---------- |
| 1956   | Emeryson Cars | Emeyson 56  | Alta 4 en ligne   | Dunlop | Paul Emery                         | 1                    | -               | -          |
| 1958   | Emeryson Cars | Emeyson 56  | Alta 4 en ligne   | Dunlop | Paul Emery                         | 0 (1 forfait)        | 0               | Non classé |
| 1962   | Emeryson Cars | Emeryson 61 | Climax 4 en ligne | Dunlop | John Campbell-Jones Tony Settember | 3                    | 0               | Non classé |

| Saison | Écurie        | Châssis     | Moteur    | Pneumatiques | Pilotes             | Courses | Courses | Courses | Courses | Courses | Courses | Courses | Courses | Courses | Courses | Courses | Points inscrits | Classement |
| Saison | Écurie        | Châssis     | Moteur    | Pneumatiques | Pilotes             | 1       | 2       | 3       | 4       | 5       | 6       | 7       | 8       | 9       | 10      | 11      | Points inscrits | Classement |
| ------ | ------------- | ----------- | --------- | ------------ | ------------------- | ------- | ------- | ------- | ------- | ------- | ------- | ------- | ------- | ------- | ------- | ------- | --------------- | ---------- |
| 1956   | Emeryson Cars | Emeryson 56 | Alta L4   | Dunlop       |                     | ARG     | MON     | 500     | BEL     | FRA     | GBR     | ALL     | ITA     |         |         |         | -               | -          |
| 1956   | Emeryson Cars | Emeryson 56 | Alta L4   | Dunlop       | Paul Emery          |         |         |         |         |         | Abd     |         |         |         |         |         | -               | -          |
| 1958   | Emeryson Cars | Emeryson 56 | Alta L4   | Dunlop       |                     | ARG     | MON     | P-B     | 500     | BEL     | FRA     | GBR     | ALL     | POR     | ITA     | MAR     | 0               | Non classé |
| 1958   | Emeryson Cars | Emeryson 56 | Alta L4   | Dunlop       | Paul Emery          |         |         |         |         |         |         |         |         |         |         | Forf    | 0               | Non classé |
| 1962   | Emeryson Cars | Emeryson 61 | Climax L4 | Dunlop       |                     | P-B     | MON     | BEL     | FRA     | GBR     | ALL     | ITA     | USA     | AFS     |         |         | 0               | Non classé |
| 1962   | Emeryson Cars | Emeryson 61 | Climax L4 | Dunlop       | Tony Settember      |         |         |         |         | 11e     |         | Abd     |         |         |         |         | 0               | Non classé |
| 1962   | Emeryson Cars | Emeryson 61 | Climax L4 | Dunlop       | John Campbell-Jones |         |         |         |         | Forf    |         |         |         |         |         |         | 0               | Non classé |

| Saison | Écurie                 | Châssis     | Moteur          | Pneus  | Pilotes                                        | Grands Prix disputés |
| ------ | ---------------------- | ----------- | --------------- | ------ | ---------------------------------------------- | -------------------- |
| 1961   | Écurie nationale belge | Emeryson 61 | Maserati Climax | Dunlop | Lucien Bianchi Olivier Gendebien André Pilette | 3                    |
| 1962   | Ecurie Maarsbergen     | Emeryson 61 | Climax          | Dunlop | Wolfgang Seidel                                | 1                    |